# Famagusta
Famagusta (en griego: Αμμόχωστος, Ammójostos; en turco: Gazimağusa) es una ciudad ubicada al este de Chipre, centro administrativo del distrito homónimo y bajo control de la autoproclamada República Turca del Norte de Chipre. Tiene 42 526 habitantes. Como puerto marítimo es un lugar de exportación de cítricos y otros productos agrícolas-ganaderos. En sus proximidades se encuentran las ruinas de la antigua ciudad de Salamina, destruida en el año 647.

## Toponimia
Su nombre se derivaría del término griego ammochostos (ἄμμος, χόω) que significa metido en la arena.

## Historia
Algunos historiadores dicen que fue fundada por el rey de Egipto Ptolomeo II Filadelfo en 285 a. C. Pero de la historia de la ciudad no se encuentran restos más allá del siglo VIII. No hay certeza total, como se relaciona con lo dicho por Lequien (II, 1065), de que la sede ocupara el sitio de Arsínoe. 
Famagusta prosperó en medio de la destrucción que había en las vecindades de Salamina, la anterior capital de la isla. En el siglo XII su importancia era tal que Guy de Lusignan la escogió para que allí se coronara en 1191 al rey de Jerusalén y Chipre.
Los príncipes franceses fortificaron la ciudad y en el siglo XIII construyeron la Catedral de San Nicolás, que posteriormente fue transformada en mezquita. Famagusta fue la sede de la Diócesis Latina del siglo XII y tuvo obispos residentes hasta el final del siglo XVI. La prosperidad de Famagusta no se vio afectada por la caída de Acre. En 1342, un escritor alemán la describió como una de las más ricas y hermosas ciudades del mundo. Su riqueza sobrepasaba la de Constantinopla y Venecia. Santa Brígida de Suecia, en sus revelaciones, la compara con Sodoma y Gomorra. 

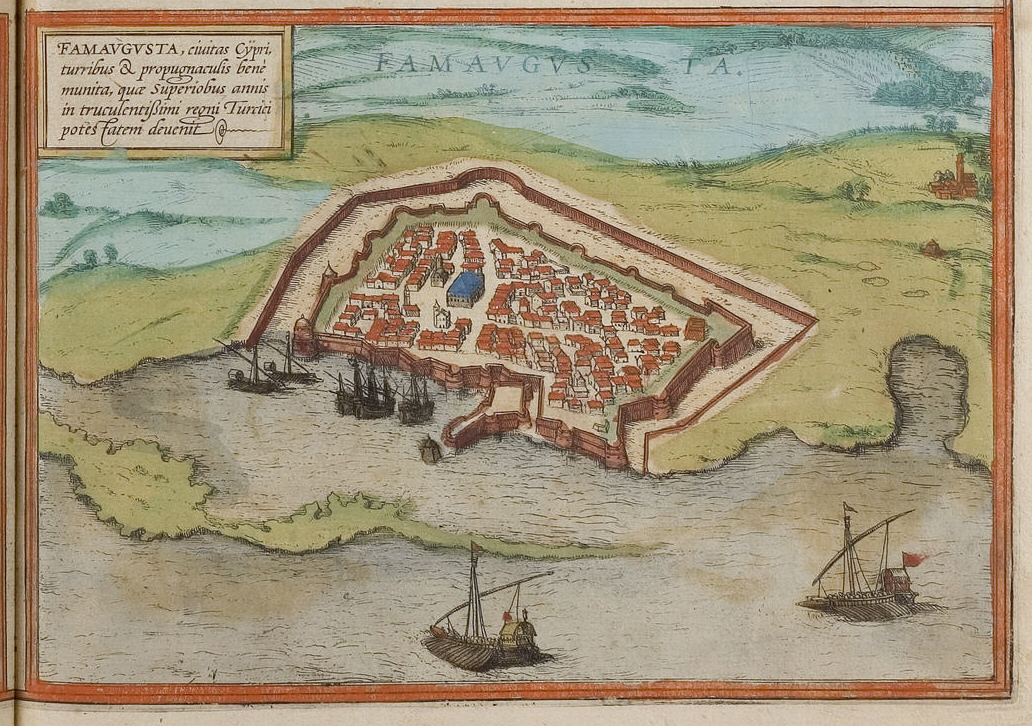
Famagusta en la segunda mitad del (Civitates orbis terrarum)

La ciudad fue conquistada por los genoveses en 1374, quienes cedieron su gobierno a la Casa de San Jorge en 1447, puesto que era el escala fundamental para el comercio con los puertos genoveses del mar Negro, como por ejemplo Cafa ó Lérici; y en 1489 cayó en manos de los venecianos, quienes la retuvieron hasta 1571. Estos habían trasladado la capital desde Nicosia en 1489. El uso de la pólvora y del cañón hizo necesario a los venecianos remodelar totalmente las defensas para que estas pudieran resistir a la artillería. Las torres medievales cuadradas fueron reemplazadas por unas redondas y alrededor de la muralla se instaló una serie de troneras. 
Finalmente y luego de un asedio de diez meses (1570-1571) que costó a los turcos 50 000 hombres, la ciudad cayó ante las fuerzas del sultán otomano Selim II.